# Hickory Hills, Illinois
Hickory Hills är en stad (city) i Cook County, i delstaten Illinois, USA. Enligt United States Census Bureau har staden en folkmängd på 14 108 invånare (2011) och en landarea på 7,3 km².